# Winge
El Winge és un afluent del Dèmer que neix a Binkom, un municipi de la província de Brabant Flamenc a Bèlgica. Els principals municipis regats pel riu són Binkom, Lubbeek, Sint-Joris-Winge, Sint-Pieters-Rode, Kortrijk-Dutsel, Wezemaal, Holsbeek i Rotselaar.

## Monuments

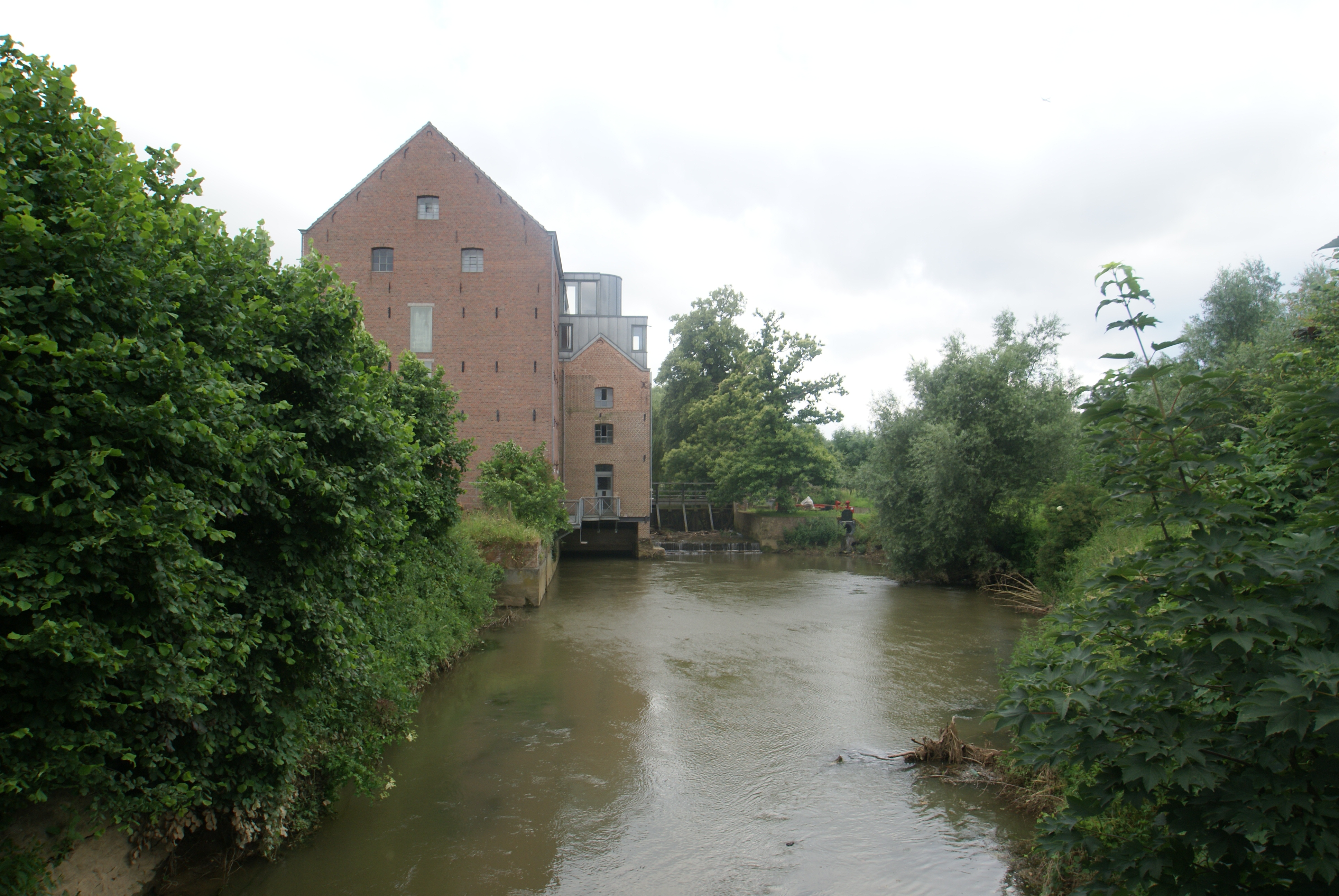
El molí d'aigua de Rotselaar al Winge

- El Molí Van Doren o de Rotselaar[2]